# Camilla Plum
Camilla Plum (* 19. September 1956 in Kopenhagen) ist eine dänische Autorin von Koch- und Gartenbüchern. Zudem moderiert sie verschiedene Sendungen zu diesen Themen auf DR2.

## Leben
Plum ist ausgebildete Industriedesignerin und Architektin. Seit 1983 schreibt sie Bücher. Ihr erstes, ein Kochbuch mit dem Titel Emma Gad – Vi gider ikke, schrieb sie zusammen mit Nanna Simonsen, die sie während ihres Architekturstudiums kennengelernt hatte. Mit ihr gründete sie eine Art Catering-Service. Da beide keine Kochausbildung hatten, eigneten sie sich die notwendigen Grundlagen autodidaktisch an und nannten sich kogekonen, in Anlehnung an den Beruf der Wanderköchin. Ihr Kochbuch ist eines der meistverkauften Kochbücher Dänemarks. Es erschien auch auf Schwedisch und erlebte wie ihre folgenden Bücher viele Neuauflagen auf Dänisch.
Später leitete sie das Restaurant Cap Horn in Nyhavn und den Bio-Lebensmittelhandel Den Rene Vare. Sie hat vier Kinder und lebt mit ihrem Mann, dem Landwirt Per Kølster, und dessen drei Kindern auf dem Biohof Fuglebjerggaard in Helsinge, wo es unter anderem eine Mühle, ein Café, eine Bäckerei und einen Hofladen gibt.
Ihr Buch über das Brotbacken, Et ordentligt brød, hat sich 25.000 Mal verkauft.

## Schriften
- gemeinsam mit Nanna Simonsen: Emma Gad – Vi gider ikke, Hekla, Kopenhagen 1983. ISBN 87-7474-083-0
  - Auf Schwedisch: Ingen rädder för Kajsa Warg, Hammarström & Åberg, Johanneshov 1986. ISBN 91-7638-053-X
- gemeinsam mit Arto Der Haroutunian und Nanna Simonsen: 1001 ret, mad fra det mellemste Østen, Hans Reitzels Forlag, Kopenhagen 1985. ISBN 87-412-3814-1
- gemeinsam mit Nanna Simonsen: Barnemad, spisebog for voksne, Hans Reitzels Forlag, Kopenhagen 1988. ISBN 87-412-3307-7
- gemeinsam mit Nanna Simonsen: Dansk mad fra hele verden, Aschehoug, Kopenhagen 1996. ISBN 87-11-11151-8
- Ælle, bælle frikadelle, mad for børn og voksne, Gyldendal, Kopenhagen 1997. ISBN 87-00-29004-1
- Sødt, Gyldendal, Kopenhagen 1999. ISBN 87-00-38628-6
- Et ordentligt brød, Gyldendal, Kopenhagen 2001. ISBN 87-00-48094-0
- Mors mad året rundt, Politiken, Kopenhagen 2001. ISBN 87-567-6552-5
- Grønt, Politiken, Kopenhagen 2003. ISBN 87-567-6920-2
- Dejligt, Politiken, Kopenhagen 2003. ISBN 87-567-7037-5
- gemeinsam mit ihrem Mann Per Kølster: Æbler, Politiken, Kopenhagen 2004. ISBN 87-567-7112-6
- Umoderne mad, Politiken, Kopenhagen 2004. ISBN 87-567-7199-1
- Blomster, Politiken, Kopenhagen 2006. ISBN 978-87-567-7202-0
- Jul, Politiken, Kopenhagen 2007. ISBN 978-87-567-8129-9
- Blomstrende mad, Politiken, Kopenhagen 2008. ISBN 978-87-567-9198-4
- Camillas havebog, Politiken, Kopenhagen 2009. ISBN 978-87-567-8740-6
- Mormors mad, Politiken, Kopenhagen 2008. ISBN 978-87-567-9561-6
- Mit skandinaviske køkken, Politiken, Kopenhagen 2011. ISBN 978-87-567-9859-4
  - Auf Englisch: The Scandinavian Kitchen, Kyle Cathie, London 2010. ISBN 978-1-85626-871-4
- Camillas køkkenhave, People’s Press, Kopenhagen 2012. ISBN 978-87-7108-868-7
- Helt i kage, People’s Press, Kopenhagen 2012. ISBN 978-87-7108-982-0

## Fernsehsendungen
- Og den sorte gryde
- Krudt og krydderier
- Mad der holder
- Boller af stål
- I haven
- Fra muld til guld